# 氷川神社 (北本市宮内)
氷川神社（ひかわじんじゃ）は、埼玉県北本市の神社。

## 歴史
創建年代は不明である。ただ当地の「宮内」という地名は当社に由来していること、この地名が1565年（永禄8年）の古文書に記載されていることから、その頃までには既に存在していたものと推測される。「大乗院」が別当寺であった。大乗院は修験道当山派の寺院であったが、明治初期の神仏分離により、廃寺に追い込まれた。
1873年（明治6年）、近代社格制度に基づく「村社」に列せられた。

## 文化財
- 宮内氷川神社旧社殿（北本市指定文化財）[2]

## 交通アクセス
- 北本駅より徒歩24分。